# Ničelni poldnevnik
Ničelni, tudi začetni ali glavni poldnevnik, je poldnevnik (črta zemljepisne dolžine), za katerega je v geografskem koordinatnem sistemu sprejeto, da ima zemljepisno dolžino 0 º. Skupaj z nasprotnim poldnevnikom pri 180 º tvori veliki krog, ki deli Zemljo na dve polobli. Če uporabljamo smeri vzhodno in zahodno od ničelnega poldnevnika, sta to vzhodna in zahodna polobla. Za razliko od vzporednikov, kjer ničelni vzporednik – ekvator – določa smer vrtenja Zemlje, so vsi poldnevniki po naravi enakovredni, zato je položaj izhodišča zgolj stvar dogovora. Tak dogovor pa je pomemben za poenotenje merjenja časa in določanja položaja na zemeljski obli.
Sedaj splošno sprejet je greenwiški poldnevnik, ki je bil kot svetovni standard sprejet leta 1884 na Mednarodni poldnevniški konferenci.

## Greenwiški poldnevnik
Greenwiški poldnevnik poteka natanko skozi tranzitni krog Kraljevega observatorija Greenwich v londonskem predelu Greenwich (Združeno kraljestvo), ki ga je leta 1851 postavil predstojnik observatorija, kraljevi astronom George Biddell Airy. Vendar pa se je z uvedbo geodetskega sistema, ki temelji na satelitih, način določanja referenčnega položaja spremenil, sateliti namreč krožijo okrog središča Zemljine mase, brez ozira na površinske nepravilnosti. Zaradi premikanja tektonskih plošč in sprememb v vrtenju Zemlje tranzitni krog v Greenwichu drsi s hitrostjo približno 2,5 cm na leto glede na centriran izhodiščni položaj. Do leta 1999 je skupni premik dosegel 5,2" proti zahodu, kar v Greenwichu znaša približno 102 metra. Ničelni poldnevnik po standardu WGS 84 je tako približno 102 metra vzhodno od greenwiškega. Slednji pa ostaja ničelna točka za Greenwiški srednji čas (GMT), ki je osnova za Univerzalni koordinirani čas (UTC). V splošnem oba potekata po črti od severnega tečaja, prek Velike Britanije in južno čez Zahodno Evropo ter Zahodno Afriko do Antarktike, kjer leži južni tečaj.
Morja in ozemlja, ki jih prečka greenwiški poldnevnik, so:
- Arktično morje
- Grenlandsko morje
- Norveško morje
- Severno morje
- Združeno kraljestvo, od Yorkshira do Sussexa
- Rokavski preliv
- Francija, od Spodnje Normandije do Visokih Pirenejev
- Španija, od Aragonije do pokrajine Castellón v Valencijski skupnosti
- Sredozemsko morje (Valencijski zaliv)
- Španija, prek pokrajine Alicante v Valencijski skupnosti
- Sredozemsko morje
- Alžirija
- Mali
- Burkina Faso
- Togo
- Gana
- Togo
- Gana
- Atlantski ocean - tu, natančneje v Gvinejskem zalivu, seka ekvator pri 0°0′N in 0°0′E
- Južni ocean
- Antarktika, Zemlja kraljice Maud

### Zgodovina
V preteklosti so bila v različnih delih sveta v veljavi številna merjenja časa, ki so jih določili preprosto z opazovanjem navideznega gibanja Sonca čez nebo. S hitrim napredkom železniških povezav na dolge razdalje od 1850. let dalje pa so nastale težave z usklajevanjem voznih redov. Težavna je postala tudi kartografija, saj so bili celo znotraj iste države v uporabi različni ničelni poldnevniki.
Leta 1884 so se zato zbrali delegati 25 držav na Mednarodni poldnevniški konferenci v Washingtonu da bi določili mednarodni standard. Med alternativnimi predlogi so bili Washingtonski, Berlinski, Pariški in nevtralni poldnevnik, ki bi potekal čez Kanarske otoke. Vendar pa je do takrat status Združenega kraljestva kot pomorske velesile zagotovil, da se je skoraj tričetrt ladijskega prometa že ravnalo po kartah z izhodiščem na greenwiškem poldnevniku. Prevzele so ga že tudi Združene države Amerike kot osnovo za svoje železniško omrežje in se odpovedale svojemu predlogu v korist Greenwicha. Posledično je bil na glasovanju 13. oktobra 1884 za ničelni poldnevnik z 22 glasovi podpore sprejet greenwiški, ki je v veljavi vse od takrat.
Uresničila se ni le zamisel, da bi postal osnova za konsistentno določitev časovnih pasov, ki se vse odtlej oblikujejo tudi po političnih in praktičnih kriterijih.

## Na drugih planetih
Tudi izbira ničelnega poldnevnika na drugih nebesnih telesih je povsem arbitrarna, pri čemer je možno koordinatni sistem določiti šele, ko so natančno znane značilnosti njihovega gibanja – položaj v nebesnem koordinatnem sistemu, deklinacija, rektascenzija itd. Običajno jih astronomi izbirajo po dogovoru, glede na neko določeno površinsko obliko: 
- na Marsu poteka skozi majhen krater Airy-0
- na Veneri poteka skozi središčni vrh kraterja Ariadne
- na Merkurju poteka skozi krater Hun Kal

Plinasti velikani v zunanjem Osončju so bolj problematični, saj nimajo fiksnih površinskih oblik, gibanje oblakov plinov pa ne daje zanesljive slike o rotaciji. Namesto tega se uporabljajo podatki o rotaciji njihovih magnetnih polj v kombinaciji z epoho ob odkritju.